# Bệnh không truyền nhiễm
Bệnh không truyền nhiễm (non-communicable disease) (NCD) là một trường hợp y tế hay căn bệnh mà theo định nghĩa là không nhiễm trùng hoặc không lây truyền giữa người với người. Bệnh không truyền nhiễm có thể chỉ đến những bệnh mãn tính diễn tiến chậm và có thời gian kéo dài. Đôi khi, bệnh dẫn đến tử vong nhanh trong một số bệnh như bệnh tự miễn nhiễm, bệnh tim, đột quỵ, ung thư, tiểu đường, bệnh thận mãn tính, loãng xương, bệnh An-dai-mơ, đục thủy tinh thể... Mặc dù bệnh không truyền nhiễm cũng hay được gọi với cái tên không chính xác là "bệnh mạn tính", bởi vì bệnh được phân biệt chỉ do nguyên nhân không nhiễm trùng, chứ không nhất thiết phải có thời gian bệnh kéo dài. Một số bệnh mãn tính có thời gian dài, chẳng hạn như HIV/AIDS, gây ra do nhiễm trùng. Bệnh mãn tính đòi hỏi phải được quản lý chăm sóc dài hạn cũng như tất cả những bệnh tiến triển chậm và có thời gian kéo dài.
Bệnh không truyền nhiễm là nguyên nhân gây tử vong hàng đầu trên thế giới. Trong năm 2012 bệnh gây ra 68% ca tử vong (38 triệu người), tăng từ 60% vào năm 2000. Trong số đó khoảng một nữa là những người trên 70 tuổi và phụ nữ chiếm 50%. Các yếu tố rủi ro bao gồm lý lịch cá nhân, lối sống và môi trường làm tăng khả năng mắc bệnh không truyền nhiễm. Hàng năm, có ít nhất 5 triệu người chết do hút thuốc lá và khoảng 2.8 triệu người chết vì thừa cân. Cholesterol cao làm 2.6 triệu người chết và 7.5 triệu người chết nguyên nhân do tăng huyết áp.

## Yếu tố nguy cơ
Yếu tố nguy cơ như lý lịch cá nhân; lối sống và môi trường, được biết đến là làm tăng khả năng nhất định các bệnh không truyền nhiễm. Bao gồm tuổi tác, giới tính, di truyền, tiếp xúc với không khí bị ô nhiễm, và các hành vi như hút thuốc lá, chế độ ăn uống không lành mạnh, ít hoạt động thể chất có thể dẫn đến tăng huyết áp và béo phì, làm tăng nguy cơ của nhiều bệnh không truyền nhiễm. Hầu hết các bệnh không truyền nhiễm có thể dự phòng được bằng cách giảm các yếu tố nguy cơ trên.
Báo cáo từ Tổ chức Y tế Thế giới năm 2002 đã xác định năm yếu tố nguy cơ quan trọng đối với bệnh không truyền nhiễm trong mười yếu tố nguy cơ hàng đầu đối với sức khỏe. Gồm tăng huyết áp, tăng cholesterol, hút thuốc lá, uống rượu, và thừa cân. Các yếu tố khác làm tăng nguy cơ mắc bệnh không truyền nhiễm bao gồm điều kiện kinh tế và xã hội của một người, còn được gọi là các "yếu tố xã hội quyết định sức khỏe."
Người ta ước tính rằng, nếu loại bỏ được các yếu tố nguy cơ chính, thì 80% các trường hợp mắc bệnh tim, đột quỵ, bệnh tiểu đường typ 2 và 40% ung thư có thể được ngăn chặn. Can thiệp nhằm vào các yếu tố nguy cơ chính có một tác động đáng kể vào việc giảm gánh nặng bệnh tật trên toàn thế giới. Những nỗ lực tập trung vào chế độ ăn uống tốt hơn và tăng hoạt động thể chất đã được chứng minh kiểm soát được sự lưu hành của bệnh không truyền nhiễm.

## Bệnh do yếu tố môi trường
Bệnh không truyền nhiễm bao gồm nhiều bệnh về môi trường gây ra bởi các yếu tố bên ngoài như ánh sáng mặt trời, dinh dưỡng, ô nhiễm môi trường và sự lựa chọn lối sống. Các bệnh của sự sung túc cũng là những bệnh không truyền nhiễm do các nguyên nhân từ môi trường. Ví dụ như:
- Bệnh tim mạch (CVD)
- Bệnh phổi tắc nghẽn mạn tính (COPD) gây ra do hút thuốc lá
- Đái tháo đường type 2
- Đau thắt lưng do ít tập thể dục
- Suy dinh dưỡng do thiếu ăn, hoặc chế độ ăn không đúng. (ví dụ bệnh còi do thiếu vitamin C)
- Ung thư da gây ra bởi bức xạ từ mặt trời
- Béo phì

## Sức khỏe toàn cầu

Số ca tử vong do bệnh không lây vào năm 2012 (triệu người)
688-2,635
2,636-2,923
2,924-3,224
3,225-3,476
3,477-4,034
4,035-4,919
4,920-5,772
5,773-7,729
7,730-8,879
8,880-13,667

Bệnh không truyền nhiễm còn gọi là bệnh "lối sống", vì đa số các bệnh này đều có thể dự phòng được. Nguyên nhân phổ biến nhất đối với các bệnh không truyền nhiễm bao gồm sử dụng thuốc lá (hút thuốc lá), lạm dụng rượu bia, chế độ ăn nghèo dinh dưỡng (dùng nhiều đường, muối, chất béo và chất béo chuyển hóa) và ít vận động thể lực. Hiện nay, bệnh không truyền nhiễm làm 36 triệu người chết mỗi năm, ước tính sẽ tăng 17-24% trong thập kỷ tới.
Trong lịch sử, nhiều bệnh không truyền nhiễm có liên quan đến tình trạng phát triển kinh tế và đã được gọi là một "căn bệnh của người giàu ". Tuy nhiên bệnh ngày càng có xu hướng tăng lên ở các nước đang phát triển, ước tính khoảng 80% trong bốn bệnh không truyền nhiễm gồm bệnh tim mạch, ung thư, bệnh về đường hô hấp mạn tính và bệnh tiểu đường đang xảy ra ở các nước thu nhập thấp và trung bình. Kế hoạch hành động Chiến lược toàn cầu về phòng chống và kiểm soát các bệnh không truyền nhiễm và hai phần ba số người bị ảnh hưởng bởi bệnh tiểu đường hiện đang sinh sống tại các quốc gia đang phát triển. Theo báo cáo của WHO: số ca tử vong do bệnh không truyền nhiễm đang gia tăng, trong đó các nước đang phát triển bị ảnh hưởng nặng nề nhất. Chỉ tính riêng trong năm 2008, bệnh không truyền nhiễm là nguyên nhân của 63% các ca tử vong trên toàn thế giới; dự kiến sẽ tăng đáng kể trong tương lai gần nếu các biện pháp phòng ngừa không được thực hiện.
Nếu duy trì xu hướng tăng nhanh như hiện nay, thì đến năm 2020, 7 trong số 10 trường hợp tử vong ở các nước đang phát triển là do bệnh không truyền nhiễm và giết chết 52 triệu người mỗi năm trên toàn thế giới trước năm 2030. Với số liệu thống kê trên, không có gì ngạc nhiên khi các tổ chức quốc tế như Tổ chức Y tế Thế giới và Ngân hàng Thế giới đã xác định công tác phòng chống và kiểm soát các bệnh không truyền nhiễm như là một mục thảo luận ngày càng quan trọng trên chương trình nghị sự sức khỏe toàn cầu.
Biện pháp hiện đang được thảo luận bởi các Tổ chức (Tổ chức Y tế Thế giới) - Lương thực và Nông nghiệp bao gồm việc giảm hàm lượng muối trong thực phẩm, hạn chế tiếp thị các thực phẩm không lành mạnh và đồ uống không chứa cồn cho trẻ em, đặt ra các điều kiện về sử dụng rượu có hại, tăng thuế thuốc lá, và luật hạn chế hút thuốc lá nơi công cộng.